# Avicularia subvulpina
Avicularia subvulpina är en spindelart som beskrevs av Embrik Strand 1906. Avicularia subvulpina ingår i släktet Avicularia och familjen fågelspindlar. Inga underarter finns listade.